# Acalypha cuspidata
Acalypha cuspidata é uma espécie de flor do gênero Acalypha, pertencente à família Euphorbiaceae.